# Otto van Savoye
Otto van Savoye (1021 - 19 februari 1059), graaf van Savoye, was de vierde en jongste zoon van graaf Humbert I van Savoye en Ancilla van Lenzberg.
In 1046 was hij getrouwd met Adelheid van Susa (haar derde huwelijk), een dochter van markgraaf Manfred II Olderik van Turijn, hetgeen hem vele gebieden in Piëmont opleverde en een toegang tot de Middellandse Zee. Samen beheersten Otto en Adelheid alle belangrijke westelijke Alpenpassen en grote gebieden in Bourgondië en Noord-Italië. Hierdoor controleerden ze het verkeer tussen Frankrijk en het Rijnland, en Italië. Het belang van hun positie werd onderstreept door het huwelijk van hun dochter Bertha van Savoye met de latere keizer Hendrik IV. 
Het bestuur van Otto verliep rustig. De enige vermelding was zijn conflict met de bisschop van Maurienne over muntrecht. Otto werd begraven in de dom van Turijn.
Otto en Adelheid kregen de volgende kinderen:
- Peter I van Savoye(-1078)
- Amadeus II van Savoye (-1080)
- Bertha (1051-1087), die in 1066 huwde met Hendrik IV (1050-1106)
- Adelheid (-1079), die in 1066 huwde met graaf Rudolf van Rheinfelden (-1080)
- Otto, bisschop van Asti.